# TFF 1. Lig 2020-2021
La TFF 1. Lig 2020-2021 è stata la 20ª edizione della TFF 1. Lig, la seconda serie del campionato turco di calcio. Il campionato è iniziato l'11 settembre 2020 con la prima giornata e si è chiuso il 26 maggio 2021 con la finale dei play-off per la promozione. Il campionato è stato vinto dal Denizlispor, che è stato promosso in Süper Lig assieme al Gençlerbirliği, secondo classificato, e al Gaziantep, vincitore dei play-off promozione.

## Stagione

### Novità
Dalla TFF 1. Lig 2019-2020 sono stati promossi in Süper Lig l'Hatayspor, l'Erzurumspor FK e il Fatih Karagümrük. Dalla Süper Lig 2019-2020 non c'è stata nessuna retrocessione per decisione della federazione turca. Dalla TFF 2. Lig 2019-2020 sono stati promossi l'Bandırmaspor, il Samsunspor e il Tuzlaspor.

### Formula
Le 18 squadre partecipanti si affrontano in un girone all'italiana con doppie partite di andata e ritorno, per un totale di 34 giornate. Le prime due classificate sono promosse direttamente in Süper Lig. Le squadre classificate dal terzo al sesto posto si affrontano nei play-off promozione e la squadra vincitrice viene promossa in Süper Lig. Le ultime tre classificate sono retrocesse in TFF 2. Lig.

## Squadre partecipanti
| Squadra              | Città                | Stadio                             | Stagione precedente                |
| -------------------- | -------------------- | ---------------------------------- | ---------------------------------- |
| Adana Demirspor      | Adana                | Adana 5 Ocak Stadyumu              | 3º in TFF 1. Lig                   |
| Adanaspor            | Adana                | Adana 5 Ocak Stadyumu              | 17º in TFF 1. Lig                  |
| Akhisar Belediyespor | Akhisar              | Spor Toto Akhisar                  | 4º in TFF 1. Lig                   |
| Altay                | Smirne               | Stadio İzmir Atatürk               | 7º in TFF 1. Lig                   |
| Altınordu            | Smirne               | Doğanlar Stadium                   | 14º in TFF 1. Lig                  |
| Ankaraspor           | Ankara               | Stadio Eryaman                     |                                    |
| Balıkesirspor        | Balıkesir            | Balıkesir Atatürk Stadyumu         | 13º in TFF 1. Lig                  |
| Bandırmaspor         | Bandirma             | Stadio 17 settembre di Bandirma    | 1º nel gruppo rosso di TFF 2. Lig  |
| Boluspor             | Bolu                 | Bolu Atatürk Stadyumu              | 15º in TFF 1. Lig                  |
| Bursaspor            | Bursa                | Timsah Arena                       | 6º in TFF 1. Lig                   |
| Eskişehirspor        | Eskişehir            | Eskişehir Yeni Stadyumu            | 18º in TFF 1. Lig                  |
| Giresunspor          | Giresun              | Stadio Atatürk                     | 10º in TFF 1. Lig                  |
| İstanbulspor         | Istanbul             | Necmi Kadıoğlu Stadyumu            | 12º in TFF 1. Lig                  |
| Keçiörengücü         | Ankara               | Stadio Aktepe                      | 8º in TFF 1. Lig                   |
| Menemen              | Distretto di Menemen | Menemen İlçe Stadium               | 9º in TFF 1. Lig                   |
| Samsunspor           | Samsun               | Nuovo stadio 19 maggio             | 1º nel gruppo bianco di TFF 2. Lig |
| Tuzlaspor            | Istanbul             | Stadio Municipale                  | Vincitore playoff di TFF 2. Lig    |
| Ümraniyespor         | Istanbul             | Ümraniye Belediyesi Şehir Stadyumu | 11º in TFF 1. Lig                  |

## Classifica finale
|  | Pos. | Squadra              | Pt | G  | V  | N  | P  | GF | GS | DR  |
|  | ---- | -------------------- | -- | -- | -- | -- | -- | -- | -- | --- |
|  | 1.   | Adana Demirspor      | 70 | 34 | 21 | 7  | 6  | 64 | 27 | +37 |
|  | 2.   | Giresunspor          | 70 | 34 | 21 | 7  | 6  | 54 | 25 | +29 |
|  | 3.   | Samsunspor           | 70 | 34 | 20 | 10 | 4  | 58 | 30 | +28 |
|  | 4.   | İstanbulspor         | 64 | 34 | 19 | 7  | 8  | 62 | 34 | +28 |
|  | 5.   | Altay                | 63 | 34 | 20 | 3  | 11 | 66 | 39 | +27 |
|  | 6.   | Altınordu            | 60 | 34 | 17 | 9  | 8  | 58 | 45 | +13 |
|  | 7.   | Keçiörengücü         | 58 | 34 | 17 | 7  | 10 | 49 | 28 | +21 |
|  | 8.   | Ümraniyespor         | 51 | 34 | 14 | 9  | 11 | 46 | 43 | +3  |
|  | 9.   | Tuzlaspor            | 47 | 34 | 14 | 5  | 15 | 46 | 53 | -7  |
|  | 10.  | Bursaspor            | 46 | 34 | 14 | 4  | 16 | 56 | 57 | -1  |
|  | 11.  | Bandırmaspor         | 42 | 34 | 12 | 6  | 16 | 48 | 51 | -3  |
|  | 12.  | Boluspor             | 42 | 34 | 12 | 6  | 16 | 38 | 41 | -3  |
|  | 13.  | Balıkesirspor        | 35 | 34 | 9  | 8  | 17 | 35 | 53 | -18 |
|  | 14.  | Adanaspor            | 34 | 34 | 9  | 7  | 18 | 44 | 55 | -11 |
|  | 15.  | Menemen              | 34 | 34 | 7  | 13 | 14 | 38 | 62 | -24 |
|  | 16.  | Akhisar Belediyespor | 30 | 34 | 8  | 6  | 20 | 36 | 59 | -23 |
|  | 17.  | Ankaraspor           | 26 | 34 | 6  | 8  | 20 | 33 | 61 | -28 |
|  | 18.  | Eskişehirspor (-3)   | 8  | 34 | 1  | 8  | 25 | 23 | 91 | -68 |

Legenda:
      Promossa in Süper Lig 2021-2022
 Ammessa ai play-off
      Retrocessa in TFF 2. Lig 2021-2022
Note:
Tre punti a vittoria, uno a pareggio, zero a sconfitta.
L'Eskisehirspor ha scontato 3 punti di penalizzazione.

## Play-off

### Tabellone
|  | Semifinali | Semifinali   | Semifinali | Semifinali | Semifinali |  |  | Finale    | Finale    | Finale |  |
|  |            |              |            |            |            |  |  |           |           |        |  |
|  | 5          | Altay        | 1          | 3          | 4          |  |  |           |           |        |  |
|  | 4          | İstanbulspor | 0          | 2          | 2          |  |  | Altay     | Altay     | 1      |  |
|  | 6          | Altınordu    | 1          | 2          | 3          |  |  | Altınordu | Altınordu | 0      |  |
|  | 3          | Samsunspor   | 0          | 2          | 2          |  |  |           |           |        |  |

### Semifinali
|              | Risultati |              | Luogo e data             |
| ------------ | --------- | ------------ | ------------------------ |
| Altay        | 3 - 2     | İstanbulspor | Smirne, 17 maggio 2021   |
| İstanbulspor | 0 - 1     | Altay        | Istanbul, 22 maggio 2021 |
|              |           |              |                          |
| Altınordu    | 1 - 0     | Samsunspor   | Smirne, 18 maggio 2021   |
| Samsunspor   | 2 - 2     | Altınordu    | Samsun, 22 maggio 2021   |
|              |           |              |                          |

### Finale
|       | Risultati |           | Luogo e data             |
| ----- | --------- | --------- | ------------------------ |
| Altay | 1 - 0     | Altınordu | Istanbul, 26 maggio 2021 |
|       |           |           |                          |